# Vladimir Kušević
Vladimir Kušević (Petrinja, 18. kolovoza 1914. – Zagreb, 13. kolovoza 1999.), hrvatski farmaceut.
Bio je ljekarnik u Petrinji i Zagrebu. Radio pri Komitetu za zaštitu narodnog zdravlja FNRJ. Direktor Zavoda za ispitivanje i kontrolu lijekova u Zagrebu. Priznati stručnjak za narkotike i opojne droge pri UN-u. Savjetnik Svjetske zdravstvene organizacije za koju je napisao dokumente o kontroli lijekova. Kuševićevi radovi za SZO danas su službeni dokumenti SZO-a. Inicijator osnivanja UNFDAC-a, posebno fonda UN za borbu protiv zlouporabe opijata. Suautor konvencije o psihotropnim drogama. 